# Pralesnička strašná
Pralesnička strašná (Phyllobates terribilis) či pralesnička zlatá je malá, zelená nebo žlutě až oranžově zbarvená žába z čeledi pralesničkovitých.

## Popis
Pralesnička strašná je největší z druhů šípových žab a může v dospělosti dorůst až 55 mm, přičemž samice jsou typicky větší než samci. Stejně jako všechny šípové žáby jsou dospělci pestře vybarvení, avšak postrádají tmavé skvrny, jež jsou charakteristické pro příbuzné druhy. I tak slouží jako zbarvení výstražné, varující před jejich jedovatostí. Na prstech má přilnavé polštářky, které jí pomáhají při šplhání po rostlinách. Ve spodní čelisti má také kostěnou destičku, která vzhledem připomíná zuby a je jejím charakteristickým znakem odlišujícím ji od ostatních žab tohoto rodu.
Phyllobates terribilis se vyskytuje ve třech různých barevných variacích:
- Mátově zelená obývá kolumbijské území La Brea a je nejčastější formou chovanou v zajetí. Název „mátově zelená“ je zavádějící, protože druhy bývají kovově či světle zelené nebo bílé. Samičky této formy jsou považovány za největší šípové žáby na Zemi.
- Žlutá forma se stala důvodem pojmenování druhu v angličtině (golden poison dart frog). Jedinci mohou být barvy pastelově žluté až tmavě či zlatavě žluté. Obývá území Quebrada Guangui v Kolumbii.
- Oranžová forma není tak běžná jako dvě předchozí zmíněné, ale žijí taktéž v Kolumbii. Mívají kovově oranžovou či žlutooranžovou barvu proměnlivé sytosti.

## Jed

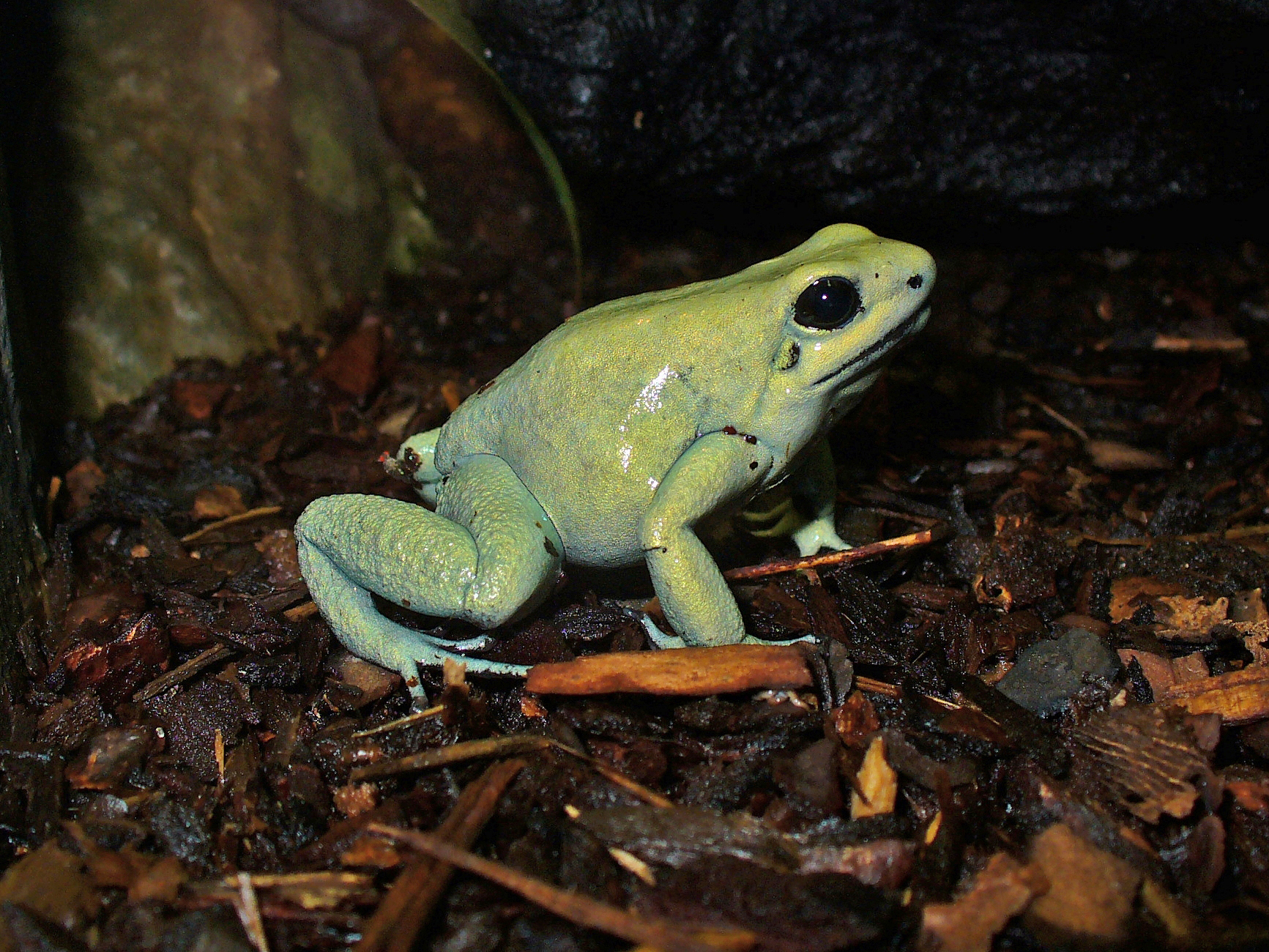
Pralesnička strašná se vyskytuje v několika barevných formách

Kůže pralesničky strašné je nasycena alkaloidním jedem, jenž je jedním z jedů běžných u šípových žab (batrachotoxiny). Ty zabraňují nervům v přenášení impulsů a zanechávají svaly v neaktivním stavu smrštění, což může vést k selhání srdce nebo fibrilaci. Alkaloidní batrachotoxiny mohou žáby uchovávat i celé roky poté, co žába přijde o zdroj jedu v potravě, poněvadž jed se neodbourává rychle, a to ani poté, co je přemístěn na jiný povrch. Je známo, že drůbež a psi uhynuli poté, co pouze prošli po papírové utěrce, jež byla jedem napuštěna.
Průměrná dávka jedu, kterou má žába k dispozici, je proměnlivá v různých lokacích a liší se i podle druhu potravy. Běžná pralesnička mívá kolem jednoho miligramu jedu, což stačí k zabití 10 000 myší. Taková dávka může zabít deset až dvacet lidí nebo dva samce slona afrického a odpovídá tak množství 15 tisíc lidí na gram. Tato neobyčejně jedovatá látka je velmi vzácná – batrachotoxin lze nalézt jen u tří druhů jedovatých žab v Kolumbii (všechny rodu Phyllobates) a tří druhů jedovatých ptáků na Papui Nové Guineji (jedná se o druhy pištec černohlavý, pištec proměnlivý a kosovec šoupálčí). Příbuznými jedy jsou histrionicotoxin a pumiliotoxin, které se vyskytují u rodu Dendrobates.
Jako většina ostatních jedovatých žab uchovává i pralesnička strašná svůj jed v kožních žlázách a díky němu jsou odporné pro predátory. V teorii je schopna zabít cokoli, co ji může sežrat, s výjimkou hada Erythrolamprus epinephelus, jenž je proti jedu rezistentní, nikoli však imunní. Pralesnička strašná tak má jen dva nepřátele: tohoto žabožravého hada a indiány z kmene Chocó, kteří používají její jed k otrávení špiček šípů do foukaček. Jed získávají tak, že žábu napíchnou na špičatou hůlku a pak ji zahřívají nad ohněm. Přitom se uvolňují kapky jedu, které indiáni zachycují do nádobek, ve kterých následně namáčejí šipky. Kořist zasažená jedovatou šipkou zemře do několika sekund. Člověk prý podle indiánů uběhne ještě několik desítek metrů a pak padne mrtev k zemi.
Jed žába neumí produkovat sama a ani jej nepoužívá k zabíjení kořisti jako to dělají například hadi. Pro pralesničku je jed pouze obranným mechanismem. Jediní tvorové, kteří jedu pralesniček zcela odolají, jsou samy jedovaté žáby. Batrachotoxin napadá sodíkové kanály buněk, ale tyto žáby mají kanály speciální, kterým jed uškodit nemůže.
Jelikož snadno dostupná potrava jako octomilky a malí cvrčci neobsahují moc alkaloidů potřebných k produkci batrachotoxinů, v zajetí jich žáby nemají dostatečné množství a nakonec o toxicitu přicházejí. Mnozí amatérští chovatelé a herpetologové líčili, že žáby v zajetí odmítají žrát mravence, přestože mravenci tvoří velkou část potravy divokých žab. Příčinou toho bude nejspíše fakt, že nejsou jako potrava dostupné stejné druhy mravenců, které žáby v přírodě loví. Ačkoli při chovu v zajetí žáby ztrácejí jedovatost, pokud nemají dostatek potravy potřebné pro výrobu jedu a v zajetí narozené žáby se rodí zcela neškodné, žába odchycená v přírodě dokáže jed uchovávat celé roky. Není jasné, který z lovených druhů poskytuje účinný alkaloid, jenž žáby činí tak výjimečně jedovatými, ani zda žáby modifikují jiný dostupný toxin tak, aby vyráběly ještě efektivnější variantu tak, jako to dělají jejich příbuzné rodu Dendrobates.
Tak vysokou toxicitu žáby zřejmě mají díky konzumaci malých druhů hmyzu a dalších členovců. Některý z nich může být tím nejjedovatějším tvorem planety. Vědci se domnívají, že tím hlavním druhem hmyzu je možná malý brouček rodiny melyridae, z nichž minimálně jeden vyrábí toxin nalézaný u pralesničky strašné. Tyto druhy brouků také žijí v kolumbijských pralesích.

## Způsob života

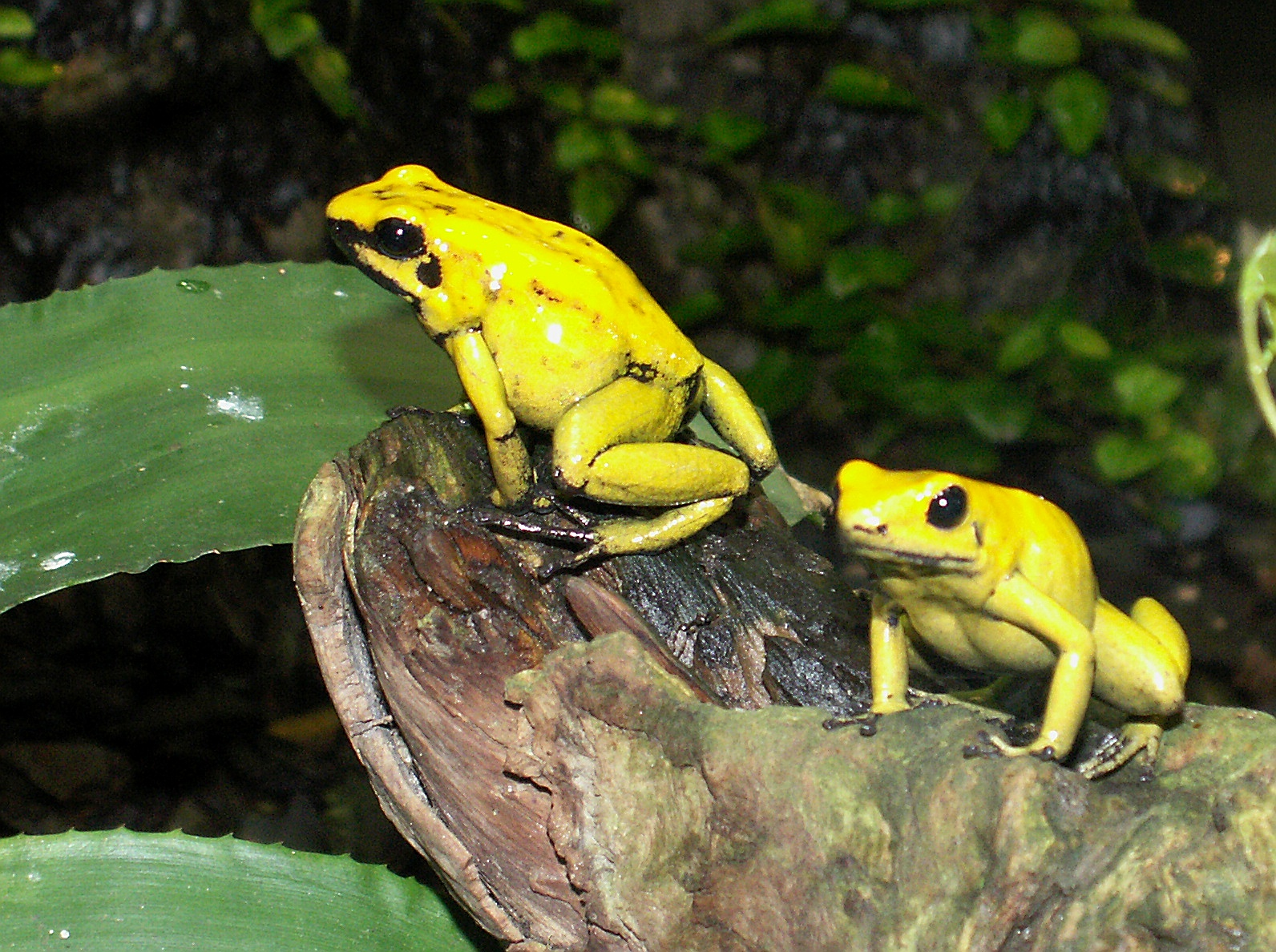
Pár pralesniček strašných

P. terribilis je považována za jednu z nejinteligentnějších žab. Jako všechny jedovaté žáby, i chovaná pralesnička strašná dokáže po několika týdnech rozpoznat své lidské opatrovníky. Jsou to také velmi šikovní lovci jazykem – svým dlouhým lepkavým jazykem kořist málokdy minou. Tato úspěšnost naznačuje lepší mozkovou kapacitu a kvalitnější rozlišování pomocí zraku, než jak je tomu u jiných žab. Pralesničky strašné jsou zvědavé, odvážné a zdá se, že jsou si i vědomy toho, že jsou takřka nezranitelné: nepokouší se nijak skrývat a spíše své barvy předvádějí, aby predátory zastrašily.
Jsou také velmi společenskými tvory. Divoké pralesničky obvykle žijí ve skupinách o čtyřech až sedmi jedincích; v zajetí mohou obývat společný prostor až po skupinách o 10–15 žábách, ačkoli společenství, která se rozrostou nad tento počet, snadno podléhají agresi a chorobám. Stejně jako všechny jedovaté žáby se i tyto mezi sebou málokdy chovají agresivně, rozmíšky mezi samci ve skupině se však vyskytují.
Vzájemně spolu komunikují – a to nejen voláním, ale také gesty, jelikož jsou vůči svému jedu imunní. Zvedají se, což je znakem dominance, kdežto hlava spuštěná dolů naznačuje podřízení. Ťukání dlouhým prostředníčkem, které lze často spatřit při lovu a dvoření, je známkou vzrušení.
Skupiny pralesniček strašných se kvůli páření shromažďují jednou až dvakrát ročně. Zatímco v jiných obdobích jsou samci velmi mírumilovní, když zápolí s ostatními o prostor k páření, dokáží být ohromně bojovní. Samičky zůstávají naproti tomu v klidu. Dvoření probíhá podobně jako u pralesničky batikové. Její volání se skládá z rychlých sérií vysoko posazeného pískání. Pralesničky strašné jsou během rozmnožování pozoruhodné svým častým hmatovým kontaktem, kdy každý z partnerů hladí při páření toho druhého na hlavě, bocích a kloakální oblasti.
Tyto pralesničky jsou též starostlivými rodiči. Vajíčka kladou na zem skryté pod listoví. Jakmile se pulci vyklubou, zanoří se do slizu na zádech rodičů, kteří pak mladé odnáší do vody, která se hromadí v broméliích. Pulci se tam pak živí řasami a larvami komárů, přičemž je matky dokrmují neoplodněnými vajíčky. Mohou se však krmit i jinou potravou a matku na dokrmování nevyžadují. Poté, co se z nich vyvinou žabky, rodiče je dovedou ke skupině, kde jeden z nich (většinou matka) žil předtím. Mladé celá skupina přijímá, ale až do pohlavní dospělosti zůstávají v blízkosti matky.

## Chov
Stejně jako ostatní šípové žáby je i pralesnička strašná neškodná, pokud je chována stranou zdrojů své přirozené potravy. Ve viváriích jsou nejoblíbenějšími chovanci a je o něco snazší jim shánět potravu než pro jiné šípové žáby. Jako krmení se mohou používat větší octomilky, malí cvrčci, zavíječi a termiti, pokud se podávají s kalciem a jinými minerály. Teplota by se měla pohybovat od 21 do 25 °C. Na vysoké teploty jsou citlivé a vyžadují vysokou vlhkost, protože pocházejí z nejvlhčích pralesů na světě. Pralesničky strašné nejsou tak teritoriální jako příbuzné druhy a mohou se tedy chovat ve skupinách, je pro ně však kvůli jejich vzrůstu v dospělosti zapotřebí větších prostor. Půtky mezi žábami jsou běžné, zranění jsou však vzácná a neví se o usmrceních způsobených konflikty.